# Отройск дистилерія
Auchroisk distillery - віскікурня в Банфширі, регіон Спейсайд, Шотландія.
Віскікурня була заснована після того, як було виявлено колодязь Дорі, вода в якому була схожа на воду, що використовувалася на віскікурні Glen Spey, яку компанія Justerini & Brooks використовувала для виробництва солодового віскі для своїх купажів. Вода зі свердловини була використана для виробництва пробної партії віскі на віскікурні Glen Spey і була схвалена, що призвело до початку будівництва віскікурні Auchroisk на місці свердловини в 1972 році для виробництва купажу віскі для J&B. Виробництво розпочалося в 1974 році.
Перший односолодовий віскі був виготовлений у 1978 році  У 1986 році був перейменований на «The Singleton», оскільки назва «Auchroisk» сприймалася споживачами за межами Шотландії як занадто складна. Назва змінилася назад на Auchroisk у 2001 році, коли було випущено розлив під назвою «Auchroisk 10 Year Old Flora & Fauna» у асортименті Diageo Flora & Fauna. У 2008 році назву було знову змінено, цього разу на «The Singleton of Auchroisk».
Дистилерія використовується як центр для розливу віскі - Auchroisk, а також як складова в купажованого віскі J&B.
Auchroisk, назва винокурні, означає неглибокий брід через червоний потік гельською мовою, що відсилає до розташованої неподалік річки Малбен Берн.